# Velež
 Ovo je glavno značenje pojma Velež. Za druga značenja pogledajte Velež (razdvojba).
Velež je vapnenačka planina u istočnoj Hercegovini, istočno od grada Mostara i rijeke Neretve.
Duga je 13 km. Najviši vrhovi Botin (1969 m) Teleća lastva (1905 m),  Brasina (odn. Guvnine) (1897 m) i Vlačuge (1754 m).
Na sjevernoj strani ima tragova glacijacije. Većinom je goli krš, s rijetkim pašnjacima i šumom, pa se koristi za ispašu stoke. 
Gotovo je bezvodna planina. Izvori se javljaju u podnožju (najveći je vrelo Bune). Iznad šumske zone do vrha nalazi se niz jama sniježnica, iz kojih se ljeti vadi snijeg za pojenje stoke. Sjeverna strana je bogatija vodom, tu se nalazi i malo glacijalno jezero. Zapadnim podnožjem (dolinom Neretve) prolazi važan put i željeznička pruga, veza Sarajeva s morem.